# Jan XIV (papież)
Jan XIV (łac. Ioannes XIV, właśc. Pietro Canipanova, ur. w Pawii, zm. 20 sierpnia 984 w Rzymie) – papież w okresie od grudnia 983 do 20 sierpnia 984.

## Życiorys
Urodził się w Pawii jako Pietro Canipanova, gdzie sprawował funkcję biskupa. Początkowo Otton II chciał zaproponować na Stolicę Piotrową Majolusa, opata Cluny.
Przed podniesieniem do rangi papieskiej był arcykanclerzem na dworze Ottona II. Z powodu szacunku dla pierwszego papieża św. Piotra nie przyjął imienia Piotr II, ale zmienił je na Jan XIV. Od tego papieża począwszy, upowszechnił się zwyczaj, że niemal każdy biskup Rzymu rozpoczynał pontyfikat od przyjęcia nowego imienia.
Wybór Jana nie był z nikim konsultowany, a zatem papież nie miał żadnych sprzymierzeńców wśród rodów arystokratycznych. Jan nadał paliusz biskupowi Benewentu, Alonowi. Wkrótce po objęciu Stolicy Piotrowej, do Rzymu powrócił Otton II, gdzie zmarł 7 grudnia 983. Następca tronu niemieckiego, Otton III miał wówczas trzy lata, zatem nie mógł objąć władzy. Sytuacja ta wywołała znaczne osłabienie pozycji Jana w Rzymie, którą wykorzystał antypapież Bonifacy VII, powracając z Konstantynopola i zajmując Lateran. W kwietniu 984 roku, Jan został aresztowany, znieważony i umieszczony w Zamku św. Anioła, gdzie kilka miesięcy później zmarł z wyczerpania lub głodu. Według innej teorii został otruty.